# メアリー・ジェーン・バーカー事件
メアリー・ジェーン・バーカー事件（メアリー・ジェーン・バーカーじけん）とは、1957年2月25日にアメリカ合衆国・ニュージャージー州ベルマール (フィラデルフィアの南東) で、4歳の少女であるメアリー・ジェーン・バーカー (英: Mary Jane Barker) が遊び友達の飼い犬とともに行方が分からなくなった事件のことである。
ベルマール中を広範囲にわたって捜索され、その様子は「サウス・ジャージーで最大の捜索」と報道された。3月3日、バーカーの遊び友達がバーカーの自宅の近くの空家のクローゼットでバーカーの遺体を発見した。犬はクローゼットから飛び出てきた。犬は見たところ無傷のようだった。
最初は犯罪の容疑で捜査されたが、最終的にバーカーの死の原因は事故と判断された。バーカーはクローゼットから出られなくなり、そこで餓死したと考えられたのである。捜査官たちは、バーカーは失踪してから3日後の2月28日に死亡したという結論を下した。これにより、当時の市長はクローゼットの扉をより開けやすく改善するように命じた。また、バーカーの事件に関する報道により、ボーイ・イン・ザ・ボックス事件の最初の通報に繋がった。

## バーカーの家族構成
メアリー・ジェーン・バーカーは1953年2月28日にニュージャージー州ベルマールで生まれた。父の名はフランク (英: Frank) で、兄弟が2人いた。

## 失踪
1957年2月25日月曜日午前10時30分、バーカーは生後4ヶ月の黒いスパニエルの子犬とともに姿を消した。バーカーが最後に目撃されたとき、バーカーは近くの庭で遊んでおり、近隣に住む友人に会おうとしていた。会おうとしていた相手は前述の犬の飼い主である6歳の少女だった。警察は午後1時30分までにはバーカーの失踪を認知した。バーカーは誘拐されたと推測された。次の日に近くの小川の岸で足跡が発見された。足跡は成人男性と子供、犬のものと見られた。警察は泥についた小さな足跡がバーカーの靴のサイズと一致したと発表した。

### 捜索
フィラデルフィア・インクワイアラーによれば、バーカーの失踪により、誘拐あるいは殺人を犯した人物に対する広範囲の捜索が開始されたという。その様子は「サウス・ジャージーで最大の捜索」 (英: the largest search in South Jersey) と称された。数百人のボランティアと警察がベルマール中を捜索した。最初の夜は200人以上の市民が一歩一歩捜索していった。最終的に千人を遥かに超える人々が捜索に参加した。バーカーの4回目の誕生日の日になったが、バーカーの痕跡は発見されずにその日は過ぎていった。
2月27日水曜日、バーカーの両親はテレビに出演してバーカーを誘拐した可能性のある何者かに対し、最寄の教会でバーカーを解放するように訴えかけた。床の研磨の仕事をしている43歳のある男性には児童に対する性的虐待の前科があり、尋問を行ったところ、バーカーの家の近くにいたと語った。2月28日木曜日に連邦捜査局 (FBI) が捜査を実施した。翌日、警察に500ドルの身代金を要求する電話が来た後、再び43歳の男性を尋問した。警察は誘拐犯に軽率な行動をとったりバーカーを傷付けたりしないように訴えた。
バーカー家の悲嘆の様は、特にバーカーとその父の誕生日だった2月28日と3月1日に深刻なものとなった。一家はその週に2人を一緒に祝おうと計画していたのである。警察はいくつかの手掛かりを追っていたが、捜査に進展は無かったと発表した。3月2日土曜日、FBIが正式に連邦誘拐法の規定に従って召集された。近隣のゴミ捨て場が数箇所捜索されたが、成果は無かった。

## 遺体の発見
3月3日日曜日、バーカーと一緒に行方不明になった犬の飼い主であり、バーカーの遊び仲間でもある少女が母親とともに、自宅の隣にある新築のランチハウス (屋根の傾斜の緩い平屋造りの家のこと) に行った。その家は誰も住んでおらず、セカンド・アベニュー433番地にあり、おじ夫婦の所有だった。子供は寝室のクローゼットの約90センチメートル×150センチメートルの大きさの扉を苦労しながらもなんとか開けた。すると、行方不明だった飼い犬がクローゼットから飛び出て、嬉しそうに飼い主の方に飛びかかった。クローゼットの中にはバーカーもいたが、座った姿勢で死亡していた。青色のコートのフードがバーカーのブロンドの髪を部分的に覆っていた。発見されたとき、バーカーは失踪時と同じ衣服を着ていた。帽子から毛皮が少し擦れて取れていた。主任捜査官のエドワード・ギャリティ (英: Edward Garrity) は、バーカーは最近になってクローゼットに放置され、子犬も最近になって餌を与えられたと考えていると述べた。犬は用便のしつけがされていなかったが、クローゼットの中で動物のし尿は存在しなかった。
前の捜査の間、空家には修理業者が訪れていたが、犬の鳴き声は聞こえなかった。空家は以前に3度捜索されたが、遺体が発見された寝室のクローゼットは捜索されていなかった。2月26日に寝室のクローゼットの中を覗いた人もいたが、その人も正面の寝室のクローゼットの中を詳しく捜索しようという考えを思いつくことはなかった。その人物は、バーカーは階段から転落したと考えていたため、地下室を集中的に捜索していたと語った。ボランティアの消防士も1階の寝室は捜索したが、クローゼットは捜索しなかった。バーカーは恐怖のあまりに叫び声を上げることができなかった可能性がある。
クローゼットの扉は鍵がかかっていなかったものの、内部のつまみねじが原因で子供には開けにくくなっていたようだ。扉には外側に取手があったが、内側には小さなターンラッチしかなかった。

## 検死
3月4日、検死により、バーカーの体内には何も無く、失踪当日の朝にチョコレートミルクを飲んで以降、失踪してから何も食べていないと判明した。犯罪があったことを示す証拠はなく、暴行や性的虐待の形跡もなかった。バーカーはクローゼットの中で飲まず食わずで3日間生存していたことが判明した。クローゼットの中を調査すると、バーカーがクローゼットを脱出しようとしていた形跡があった。
一緒に失踪した犬はバーカーとずっと一緒にいたことも判明した。発見されたとき、犬は生存しており、また、活発な状態でもあったことから、捜査官たちは最初、バーカーがクローゼットにいたのは短期間に過ぎないと考えていた。犬を調査のために地元の獣医の元に連れていったところ、獣医は犬の胃の内容物を調べるために犬を殺害する必要がある可能性があるという結論を下した。獣医のロバート・サウアー (英: Robert Sauer) は、動物の忍耐力を考えれば、犬が数日間生き延びるのは不思議なことではないと述べた。3月4日、ペンシルベニア大学の獣医に胃の内容物を調査させて、犬が生き延びた理由を突き止めるため、犬は安楽死させられた。捜査官は、バーカーの失踪以降に犬は食物や水を与えられずにいたのかを知りたかった。
カムデン郡の検視官のロバート・J・ブレーク (英: Robert J. Blake) は、バーカーの死の原因は事故であると判断した。死因は餓死であり、クローゼットに放置されるという状況がそれを助長したという。検視官のスポークスマンは、バーカーはクローゼットに閉じ込められ、恐怖と飢餓が原因で死亡したと述べた。クローゼットに穴が空いていたため、バーカーが窒息した可能性はなかった。

## 事件の余波
3月7日、コーニーリアス・デヴェネル (英: Cornelius Devennel) 市長は、全てのクローゼットの扉には内側と外側の両側から簡単に開けられるように特別な取手を備え付けるように命令した。この命令は家の新築や改築の際に絶対に守る義務となった。同日に、聖フランシスコ・サレジオ教会でバーカーの追悼式が開かれた。3月20日、ラジオ放送局のWPENは安楽死させられた犬の飼い主の子供に新しいイングリッシュ・セターの子犬を贈った。

### ボーイ・イン・ザ・ボックス事件
バーカーの事件についての報道のおかげでボーイ・イン・ザ・ボックス事件の最初の通報に繋がった。少年の遺体を発見したフランク・ガスラム (英: Frank Guthrum) は最初、警察に通報しないことにしていたが、カーラジオでバーカーの事件についての報道を聞いたことで考えを改めた。